# Kanton Haute-Ardèche

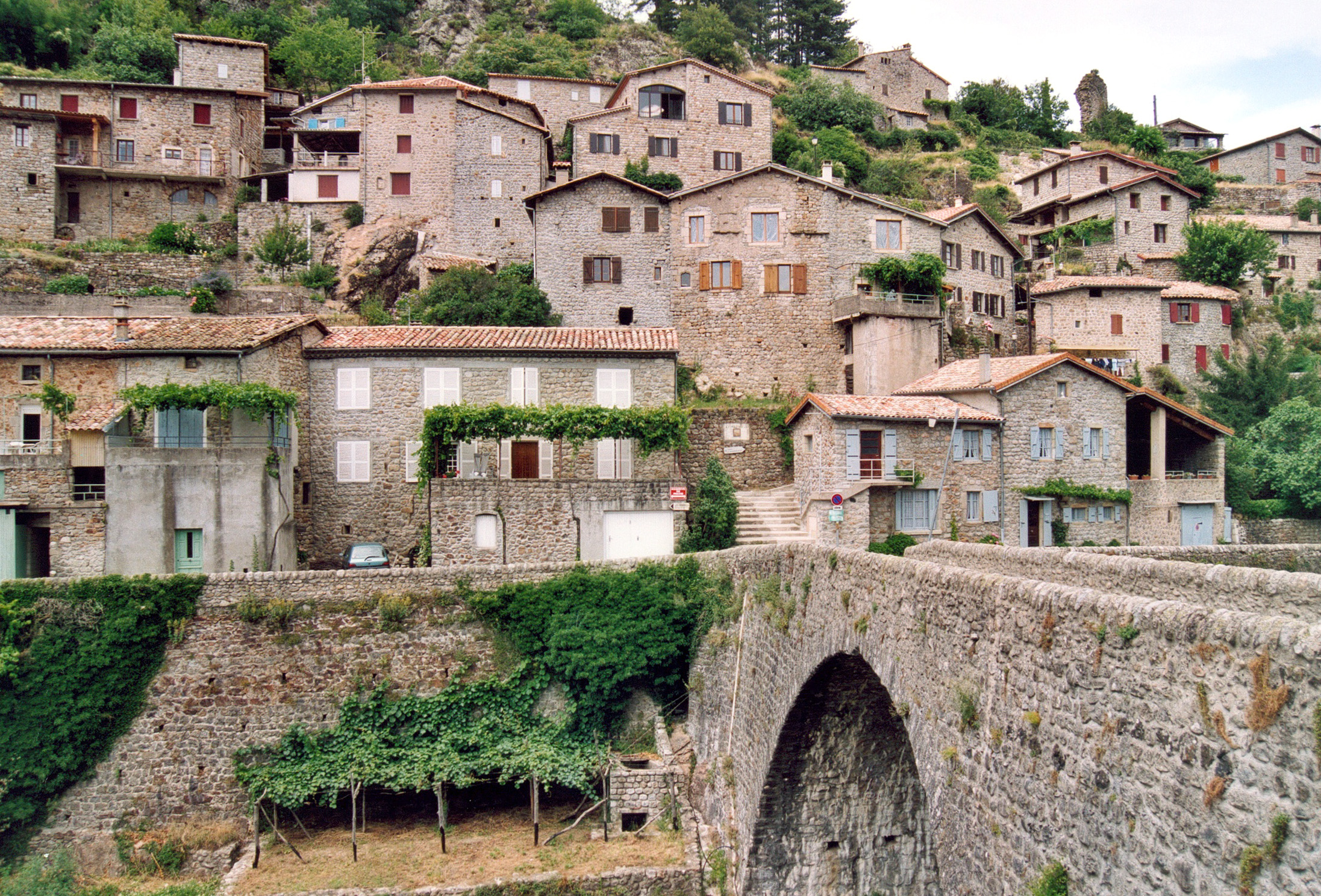
Der malerische Ort Jaujac liegt im Kanton

Der Kanton Haute-Ardèche ist ein französischer Wahlkreis im Département Ardèche in der Region Auvergne-Rhône-Alpes. Er umfasst 40 Gemeinden im Arrondissement Largentière und hat sein bureau centralisateur in Thueyts. Im Rahmen der landesweiten Neuordnung der französischen Kantone wurde er im Frühjahr 2015 auf etwa die vierfache Größe erweitert. 2016 wurde der Kantonsname von Thueyts auf Haute-Ardèche geändert.

## Gemeinden
Der Kanton besteht aus 40 Gemeinden mit insgesamt 14.029 Einwohnern (Stand: 1. Januar 2022) auf einer Gesamtfläche von 869,23 km²:
| Gemeinde                                | Einwohner 1. Januar 2022 | Fläche km² | Dichte Einw./km² | Code INSEE | Postleitzahl |
| --------------------------------------- | ------------------------ | ---------- | ---------------- | ---------- | ------------ |
| Astet                                   | 57                       | 34,45      | 2                | 07018      | 07330        |
| Barnas                                  | 207                      | 26,51      | 8                | 07025      | 07330        |
| Borne                                   | 45                       | 32,01      | 1                | 07038      | 07590        |
| Burzet                                  | 529                      | 38,06      | 14               | 07045      | 07450        |
| Cellier-du-Luc                          | 91                       | 14,73      | 6                | 07047      | 07590        |
| Chirols                                 | 270                      | 6,91       | 39               | 07065      | 07380        |
| Coucouron                               | 767                      | 23,89      | 32               | 07071      | 07470        |
| Cros-de-Géorand                         | 151                      | 43,39      | 3                | 07075      | 07630        |
| Fabras                                  | 458                      | 7,52       | 61               | 07087      | 07380        |
| Issanlas                                | 103                      | 28,40      | 4                | 07105      | 07510        |
| Issarlès                                | 125                      | 18,44      | 7                | 07106      | 07470        |
| Jaujac                                  | 1.229                    | 24,27      | 51               | 07107      | 07380        |
| Lachapelle-Graillouse                   | 188                      | 20,48      | 9                | 07121      | 07470        |
| Lalevade-d’Ardèche                      | 1.153                    | 2,27       | 508              | 07127      | 07380        |
| Lanarce                                 | 209                      | 22,37      | 9                | 07130      | 07660        |
| La Souche                               | 384                      | 31,52      | 12               | 07315      | 07380        |
| Laveyrune                               | 109                      | 13,44      | 8                | 07136      | 48250        |
| Lavillatte                              | 43                       | 18,60      | 2                | 07137      | 07660        |
| Le Béage                                | 255                      | 32,83      | 8                | 07026      | 07630        |
| Le Lac-d’Issarlès                       | 251                      | 14,35      | 17               | 07119      | 07470        |
| Le Plagnal                              | 65                       | 16,07      | 4                | 07175      | 07590        |
| Le Roux                                 | 64                       | 16,43      | 4                | 07200      | 07560        |
| Lespéron                                | 321                      | 24,99      | 13               | 07142      | 07660        |
| Mayres                                  | 264                      | 30,07      | 9                | 07153      | 07330        |
| Mazan-l’Abbaye                          | 124                      | 44,79      | 3                | 07154      | 07510        |
| Meyras                                  | 906                      | 12,31      | 74               | 07156      | 07380        |
| Montpezat-sous-Bauzon                   | 756                      | 27,23      | 28               | 07161      | 07560        |
| Péreyres                                | 49                       | 12,63      | 4                | 07173      | 07450        |
| Pont-de-Labeaume                        | 572                      | 4,66       | 123              | 07178      | 07380        |
| Prades                                  | 1.184                    | 9,79       | 121              | 07182      | 07380        |
| Sagnes-et-Goudoulet                     | 119                      | 25,02      | 5                | 07203      | 07450        |
| Saint-Alban-en-Montagne                 | 65                       | 13,94      | 5                | 07206      | 07590        |
| Saint-Cirgues-de-Prades                 | 140                      | 3,48       | 40               | 07223      | 07380        |
| Saint-Cirgues-en-Montagne               | 215                      | 21,78      | 10               | 07224      | 07510        |
| Saint-Étienne-de-Lugdarès               | 407                      | 50,34      | 8                | 07232      | 07590        |
| Saint-Laurent-les-Bains-Laval-d’Aurelle | 184                      | 35,48      | 5                | 07262      | 07590        |
| Saint-Pierre-de-Colombier               | 443                      | 9,43       | 47               | 07282      | 07450        |
| Sainte-Eulalie                          | 209                      | 22,11      | 9                | 07235      | 07510        |
| Thueyts                                 | 1.208                    | 21,78      | 55               | 07322      | 07330        |
| Usclades-et-Rieutord                    | 110                      | 12,46      | 9                | 07326      | 07510        |
| Kanton Haute-Ardèche                    | 14.029                   | 869,23     | 16               | 0713       | –            |

Bis zur landesweiten Neuordnung der französischen Kantone im März 2015 gehörten zum Kanton Thueyts die 13 Gemeinden Astet, Barnas, Chirols, Fabras, Jaujac, La Souche, Lalevade-d’Ardèche, Mayres, Meyras, Pont-de-Labeaume, Prades, Saint-Cirgues-de-Prades und Thueyts. Sein Zuschnitt entsprach einer Fläche von 215,54 km2. Er besaß vor 2015 einen anderen INSEE-Code als heute, nämlich 0723.

## Veränderungen im Gemeindebestand seit der landesweiten Neuordnung der Kantone
2019: Fusion Laval-d’Aurelle und Saint-Laurent-les-Bains → Saint-Laurent-les-Bains-Laval-d’Aurelle

## Politik
| Vertreter im Departementrat | Vertreter im Departementrat      | Vertreter im Departementrat |
| Amtszeit                    | Namen                            | Partei                      |
| --------------------------- | -------------------------------- | --------------------------- |
| 2015–                       | Jérôme Dalverny Bernadette Roche | PS                          |